# Marfa Rabkova
Marfa Rabkova (* 6. ledna 1995) je běloruská aktivistka za lidská práva a koordinátorka dobrovolnictví pro lidskoprávní organizaci Vjasna. V roce 2020 byla zatčena běloruskými úřady. V roce 2021 byla s dalšími třemi zatčenými běloruskými lidskoprávními aktivisty oceněna cenou Homo Homini, kterou uděluje česká organizace Člověk v tísni.
V září 2022 byla v Minsku odsouzena k 15 letům vězení.

## Život
Marfa Rabkova studovala na Běloruské státní pedagogické univerzitě, ale studia zanechala poté, co byla zadržena během pochodu u univerzity. V roce 2017 nastoupila na Evropskou univerzitu humanitních studií ve Vilniusu v Litvě. V roce 2019 se stala manažerkou sítě dobrovolníků Centra pro lidská práva Vjasna v Bělorusku.
V roce 2020 pracovala pro Vjasnu během běloruských prezidentských voleb. Na začátku masových protestů začala dokumentovat důkazy o mučení a zneužívání ze strany běloruských úřadů. Zadržena byla 17. září 2020. Několik běloruských lidskoprávních skupin ji označilo za politického vězně a požadovalo její okamžité propuštění. Ve vyšetřovací věznici se zhoršil její zdravotní stav; stěžovala si na bolesti břicha, zubů a zánět lymfatických uzlin, ale nedostalo se jí adekvátní lékařské péče. Podle jejího manžela zhubla ve vězení 20 kg a nakazila se covidem-19. Také jí nebylo dovoleno zúčastnit se pohřbu jejího otce.
V září 2022 byla v Minsku odsouzena k 15 letům vězení, mj. za „podněcování nenávisti vůči vládě“ a „zapojení v kriminální organizaci“. Spolu s ní bylo odsouzeno devět dalších lidskoprávních aktivistů. Dostali tresty mezi pěti až sedmnácti lety.

## Ocenění
- V roce 2021 byla Rabkova s dalšími třemi zatčenými běloruskými aktivisty za lidská práva oceněna cenou Homo Homini, kterou uděluje česká organizace Člověk v tísni.[7][8]